# دهستان کهک
دهستان کهک، یکی از دهستان‌های بخش مرکزی شهرستان کهک در استان قم ایران است.

## جمعیت
جمعیت دهستان کهک براساس سرشماری عمومی نفوس و مسکن در سال ۱۳۹۵ برابر با ۳،۵۶۸ نفر بوده‌است.